# ミッドナイトブリス
ミッドナイトブリス (Midnight Bliss) とは、カプコンの対戦型格闘ゲーム『ヴァンパイア』に登場するキャラクター、デミトリ・マキシモフが使う必殺技。

## 概要
『ヴァンパイア』シリーズ3作目の『ヴァンパイア セイヴァー』（以下『セイヴァー』）からデミトリに追加されたEX必殺技（超必殺技）で、相手が男性または非人間型なら女性化、女性なら衣装や姿を変えたうえで吸血してダメージを与える。この姿が変わる演出は「ブリス化」と呼ばれ、その演出から人気の高い技である。

### ゲーム上の特徴
EX必殺技であるため、デミトリの通常の必殺技に比べると威力は大きいものの、投げ判定の出現と移動速度が遅く、他の超必殺技に比べると威力は若干見劣りする。しかし、デミトリの持つ別のEX必殺技の「ミッドナイトプレジャー」は『セイヴァー』はゲージ2本を消費する順番押しコマンドに仕様変更が成され、もう1つの「デモンビリオン」は投げ属性ではなく打撃属性の技のためガードが可能な技なので「ミッドナイトブリス」自体の使用頻度をそれほど下げるものではない。
デミトリのダッシュは若干の移動後に姿を消し、前方に移動した所に現れまた少し移動して終わるといった特殊なもので、消えている間に無敵時間が存在する。そのため、ダッシュで近づいて、その間にコマンドを入力して、ダッシュが終わると同時にそのまま技を極めるといった形の奇襲が可能になっている。
格闘ゲーム以外でもシミュレーションRPG『NAMCO x CAPCOM』、RPG『XEdge』で使用され、それらでは相手のヒットポイントを吸い取って自分のものにする効果がある。前者はマップ上での特殊能力のような扱いになっており、相手を女性化させる演出は無い。後者は相手を女性化させる演出が個々になされており、一部の『ヴァンパイア』のキャラクターは『セイヴァー』とは違う新規グラフィックとなっている。『PROJECT X ZONE』ではダンテと共に繰り出すサポートアタック「Fワークス&MNブリス」として使用しており、攻撃自体は再現されているが、女性化させる演出は無い。『PROJECT X ZONE 2:BRAVE NEW WORLD』ではモリガンと共に繰り出す通常技「MNブリス＆アストラルビジョン」として使用しており、攻撃自体は再現されているが、やはり女性化させる演出は無い。

## ブリス化した際の姿
キャラクターのカラー選択により服や髪の色は変化するので、下記ではキャラクターの公式イラストを基にしたデフォルトカラー時のものを基準とする。

### 『ヴァンパイア』シリーズ
単にそのまま女性化するだけではなく、様々なアレンジが成されている。
デミトリ
ネグリジェを着て、ウェーブの掛かった茶色の長髪の少女。
モリガン
頭の大きなぬいぐるみのような姿。『セイヴァー』では、モリガンのみがマスコット的な姿になっている。
ザベル
レザーのブラに短パン姿の、短髪の少女。ザベルの元の色と同じ肌の色と髪色をしている。吸血される時にはデミトリにピストルを向けている。ユージンのフィギュアシリーズではエレキギターを持っている。
アナカリス
エジプトの壁画に描かれている女性像のような姿。この際、下半身（カイビト）が切り離されデミトリのやや後方で身悶えている。
オルバス
金髪の人魚の姿。オールヌードだが、髪ブラで胸の部分を隠している。
ビシャモン
丈の短いミニスカート風の死に装束姿に黄色の帯を着けた、水色の長髪の少女。火の玉を模した髪飾りを着けている。『ドロロンえん魔くん』の雪子姫のパロディ。血を吸われている最中は、デミトリに首ではなく帯を掴まれるため、裾が捲れて尻が見えないように手で押さえながら足をバタつかせて暴れる。
ガロン / ダークガロン
中華系の格好をした、灰色の長髪で犬の耳が生えた少女。
ダークガロンはこれの色違いだが、『セイヴァー』（『EXエディション』含む）と、『ダークストーカーズコレクション』内のアレンジ版『ハンター2』『セイヴァー2』では、それぞれ配色が異なる。
ビクトル
ビクトルをそのまま女性化したような姿。比較的グラマラスで、デミトリは腰の部分を掴む。吸血された時の声が全キャラクターの中で一番低い。
フェリシア
白いスリットの入ったパーティードレス（ホルタードレス）を着た姿。髪などの色はそのままで猫耳と尻尾があり、デミトリは尻尾の部分を掴む。リリスのEX必殺技である「グルーミーパペットショウ」中にもこの姿になる。
サスカッチ
サスカッチのような着ぐるみを着て、2つに分かれた三つ編みをした少女。大きなバナナを持っているが、血を吸われている最中に落とす。
フォボス
マヤ文明を髣髴とさせる模様の入ったワンピースタイプの衣装を着た短髪の少女。このときは両手首を掴まれ、手を上げたポーズで血を吸われる。「ミッドナイトブリス」を3ボタン同時で発動させると、隠し扱いになっているブルマの体操服姿になる。
パイロン
宇宙人の女性のような姿。血を吸われている最中は目から光線を出している。
ドノヴァン
インド系の装束を来た少女の姿。ドノヴァンをそのまま女性化した形。
レイレイ
レイレイの元の姿である、寝巻きを着た双子の姉妹。2人まとめて血を吸われる。
ジェダ
ジェダの元々の姿をそのまま女性化したような格好で、グラマラス。ジェダと同じように眉毛が顔からはみ出るほど長く、金髪のストレートヘアー。
リリス
クッションを持ったパジャマ姿のリリス。血を吸われている最中に持っていたクッションを落とす。
バレッタ
バレッタがそのままグラマラスになったような形で、ミニスカートのウェイトレスふうの格好にサバイバルナイフと籠を手にしている。血を吸われている最中に持っていた籠を落とす。
キュービィ
大きな注射器を持ってナース服を着たキュービー。掴む部分は腰。
朧ビシャモン
『セイヴァー』では通常のビシャモンのものの色違いだが、肌の色が悪い。
『ヴァンパイアハンター2』と『ヴァンパイアセイヴァー2』では、『地獄先生ぬ〜べ〜』のゆきめのパロディになっている。
ディー
ツインテールの少女。ディーの服をそのままハイレグ化したような格好をしている。

### 『SNK VS. CAPCOM SVC CHAOS』
『SNK VS. CAPCOM SVC CHAOS』の参戦キャラクター。ここではそのまま女性化させただけと言ったアレンジが多い。ただし、一部例外もある。
リョウ・サカザキ / リュウ / ガイル
この3人は、ほぼそのまま女性化した姿。
草薙京
京がそのまま女性化したような姿で、『KOF2000』に登場した「コスプレイヤー京子」に似た姿になっている。
八神庵
京と同じく庵をそのまま女性化したような姿だが、ブレザーの女子高生の格好をしている。ラジオドラマでのキャラクター「庵子」が元ネタ。
テリー・ボガード
これもまた、テリーをそのまま女性化した姿。ただし、ジーパンがカットジーンズに変更されている。
不知火舞
和傘を差した着物姿の舞。肩まで着物が下がっていて、胸が大きくはだけている。『KOF』シリーズの勝利ポーズで登場している姿。
Mr.カラテ
服装は同じだが、胸がはだけていて、天狗のお面がおかめに変わっている。
キム
チマチョゴリを着た韓国女性の姿。髪は後ろで束ねている。
チョイ・ボンゲ
チマチョゴリ姿のセミロングヘアの童女。山高帽とサングラスと鉄爪は着けていない。
藤堂香澄
セーラー服を着た香澄の姿。
色
『アスラ斬魔伝』での、羅刹を選んだ際の姿（半陰となりし色）。
牙神幻十郎
花魁の姿をした、和風美女。
アースクェイク
アースクェイクをそのまま女性化した形だが、やせた姿になっている。スキンヘッドと衣装はそのまま。
ギース
首周りに鳥の羽がついた赤いパーティードレス（ホルタードレス）を着た女性。髪形は元の姿と同じくオールバック。
ゲーニッツ
頭に黒いヴェールを被ったシスター風の若い女性。ただし、服装のベースは元のゲーニッツそのままであるため、厳密にはシスターではない。
本気になったMr.カラテ
通常のカラテの色違い。面も般若になっている。
マーズピープル
色がピンクになって、頭部にリボンがついただけ（ほとんど変わっていない）。吸血されるとスルメイカのようになる。
ツキノヨルオロチノチニクルフイオリ
『SNK GALS' FIGHTERS』に登場した「ミスX」。スケバンを思わせる格好をしており、口元を黒いマスクで覆っていて鎖を持っている。
アテナ
元々の格好に、白いフリルのついた布をつけた姿をしている。
ケン
ウェディングドレスを着た、長いウェーブの掛かった金髪の女性。
春麗
普段の服とは違うチャイナドレスを着た春麗。生脚をあらわにしている。
ダルシム
インドの民族衣装を着た褐色の肌の美女。ダルシムの名残として首から髑髏をぶら下げている。
豪鬼
豪鬼をそのまま女性化した姿だが、服装は短い上着（数珠で見えにくい）とホットパンツ型のズボンに変更されている。
サガット
タイの民族衣装を着た美女。眼帯は装着していない。
ベガ
ベガをそのまま女性化した姿。軍服の胸元が開けられている。
バルログ
バルログそのままの女性化。仮面は着けておらず、タートルネックのタンクトップを着ている。
M・バイソン
同じくバイソンそのままの女性化。ただし、長くなった襟足をドレッドヘアにしている。
タバサ
魔法少女のような格好をしたタバサ。『ウォーザード』のゲーム中で手に入れることができる｢太陽の杖｣を上に掲げた姿をしている。
ヒューゴー
ヒューゴーをそのまま女性化して、ヒューゴーのマネージャーであるポイズンの格好をさせた姿。もの凄く不気味であるが、血を吸われると体が縮んでポイズンのような姿になる。
ロックマンゼロ
『ロックマンゼロシリーズ』のシエル。ただし、服装はシエル本人のピンク基調ではなく、ゼロのボディカラーの赤（2P時は青）基調になっている。
ダン
『マーヴル・スーパーヒーローズ VS. ストリートファイター』のエンディングに登場したダンの妹のような姿で、私服を着ている。
デミトリ
タキシード型の衣装の胸元がはだけて下半身がハイレグになり、タイツとヒールタイプのブーツを履いた姿。マントも蝙蝠の翼のようになっていて、モリガンを髣髴とさせる格好。ただし、髪形は変わっていない。
洗脳されたケン
通常のウェディングドレスを、真紅に変えた色違い。眼も赤くなっており、表情も険しくなっている。
真・豪鬼
通常の豪鬼の色違い。
レッドアリーマー
矢印型の尻尾と頭に1本の触手が付いた全身タイツを着た少女の姿。

### 『CAPCOM FIGHTING Jam』
『CAPCOM FIGHTING Jam』の参戦キャラクター。そのまま女性化したキャラクターもいるが、同社の他のゲームでのキャラクターや、その元ネタになったものなどのパロディネタも多い。また、3ボタン同時で出した際には、シークレットが存在するキャラクターもいる（通常の入力でもランダムで発生する）。捕えた後に血を吸う部分が変更され（マントを広げ相手を隠し、画面が黒くなって攻撃が入る演出）、原作や『SVC CHAOS』のように血を吸われるシーンがない。
リュウ
アニメ映画『ストリートファイターII MOVIE』に登場するミルク売りの少女の姿。
ガイル
星条旗模様のビキニを着た金髪の巨乳美女。
ザンギエフ
頭の大きなマスコット的な格好をしたツインテールの少女。『CAPCOM FIGHTING Jam』公式サイトの雑記では、「ザンギュラちゃんでロシアの蜜柑売り」と紹介されている。
ベガ
『SVC CHAOS』時と同じく、そのまま女性化した形だが、ズボンがミニスカートに変えられている。また、馬上鞭を持っている。
さくら
『さくらがんばる!』のラストの体育教師となったジャージ姿。
ガイ
『ファイナルファイト2』のマキに似た姿をしたガイ。
シークレットは『ガチャフォース』に登場するくノ一ふうのガチャボーグ「シャドウガール」（2P時は「キラーガール」）の姿。
ローズ
ローズのモデルとなったとされている、『ジョジョの奇妙な冒険』第2部に登場する「リサリサ」の初登場時に似た姿。『ストリートファイターV』のローズのEXコスチュームの1つにこの衣装と似たデザインのものがある。
シークレットは、同じく『ジョジョ』第3部に登場する「エンヤ婆」に似た姿の老婆。こちらは『カプコン ファイティング コレクション2』の収録版では削除された。
かりん
テニスウェアを着た姿。『エースをねらえ!』の「お蝶夫人」のパロディ。
アレックス
アレックスをそのまま女性化した格好。シークレットは彼の親友のトムの娘「パトリシア」の姿。
ユン
「昇龍軒（ユンの馴染みの飯店）」と書かれた岡持ちを持ち、頭の上には大きな焼売を乗せて、前をはだけた赤（2P時は青）のトップスと黒いズボンを着た少女。
ユリアン
博多祇園山笠の水法被に締め込み褌とねじり鉢巻きを着用した褐色の肌の少女。
春麗
『ストリートファイターZERO』の時のジャージ姿になる。シークレットは『ポケットファイター』のデフォルメ春麗。
デミトリ
マントを着けた女の子。魔道書を抱えており、マントの後方に無数の蝙蝠が見える。『SVC CHAOS』と同様に『ヴァンパイア』からの登場キャラクターでは唯一出身ゲームと異なる。シークレットは『ヴァンパイア』と同じ姿。
アナカリス
『ヴァンパイア』と同じ。シークレットは、カイビトのブリス姿（原作のEX技「ファラオデコレーション」の際に現れる）。
フェリシア / ジェダ / パイロン
この3体は『ヴァンパイア』と同じで、シークレットも存在しない。
レオ
レオをそのまま女性ファイターにしたような格好。レオの頭部はライオンなので雌のライオンの頭部になっている。
シークレットはライオンのかぶりものをした女の子。『ウォーザード』のシークレットファイルに描かれている挿絵が元ネタ。
ムクロ
『モンスターハンター』に登場する忍者セットを身につけた女性キャラクター。
ハウザー
女子高生の体に、ハウザーの頭がついた格好。『ウォーザード』設定原画の落書きが元ネタ。
ヌール
ヌールの頭のような帽子を被った、スクール水着の女の子。
イングリッド
イングリッドをヘソ出しのゴスロリ系の格好にさせた姿。シルクハットを被り、飴を持っている。『ストリートファイターZERO3↑↑』ではスーパーコンボ「サンデルタ」で相手にフィニッシュを決めるとこの姿になる。
神 豪鬼
箒を持ったメイドの姿。箒の先が豪鬼の髷になっている。シークレットは髪形と箒の持っている向きが通常時と違う。

## 関連商品
ユージンがガシャポンで販売しているフィギュア『SRカプコン リアルフィギュアコレクション』シリーズの一部として、ブリス化したキャラクターたちが商品化されている。デザインはうたたねひろゆき。